# صراع الغاز البوليفي

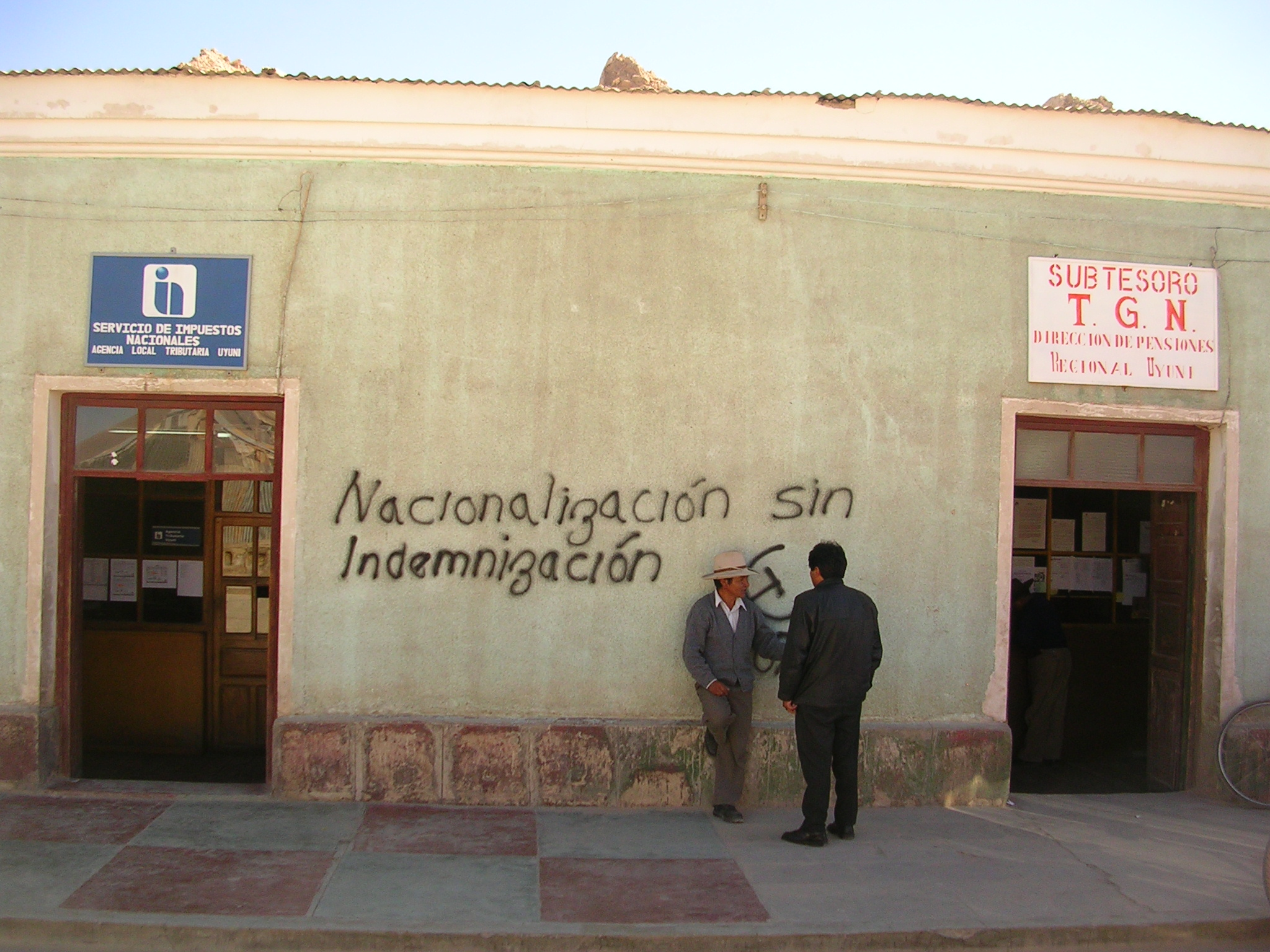
كتابات على الجدران تشير إلى تأميم الغاز في أحد شوارع أويوني (بوليفيا)حقوق الصورة : José Porras

صراع الغاز البوليفي هو بمثابة صراع اجتماعي في بوليفيا بلغ ذروته في عام 2003، وارتكز على استثمار احتياطيات الغاز الطبيعي الهائلة في البلاد. ويمكن توسيع التعبير للإشارة إلى الصراع العام في بوليفيا حول استغلال موارد الغاز، بما في ذلك احتجاجات عام 2005، وانتخاب إيفو مورالس رئيسًا. قبل هذه الاحتجاجات، شهدت بوليفيا أيضًا سلسلة من الاحتجاجات السابقة المماثلة خلال مظاهرات كوتشابامبا عام 2000، والتي كانت ضد خصخصة إمدادات المياه البلدية.
تعود جذور الصراع إلى المظالم المتعلقة بالسياسات الاقتصادية للحكومة فيما يتعلق بالغاز الطبيعي، بالإضافة إلى سياسات استئصال الكوكايين، والفساد والردود العسكرية العنيفة ضد الإضرابات. وبشكل أشمل، يمكن إرجاعها إلى استعمار بوليفيا منذ القرن الخامس عشر والاستغلال اللاحق لمواردها الطبيعية (مثل مناجم بوتوسي).
وهكذا وصلت «حرب الغاز البوليفية» إلى ذروتها في أكتوبر عام 2003، ما أدى إلى استقالة الرئيس غونزالو سانشيز دي لوسادا (الملقب باسم «غوني»). بدأ السكان الأصليون والمجموعات العمالية (بما في ذلك نقابة مركز العمال البوليفي «سي أو بي») الإضرابات وإقامة الحواجز الطرقية، ما تسبب بشل حركة البلاد. أدى القمع العنيف الذي مارسته القوات المسلحة البوليفية إلى مقتل نحو 60 شخصًا في أكتوبر عام 2003، معظمهم من سكان مدينة إل ألتو الواقعة في ألتيبلانو فوق العاصمة لاباز.
تفكك الائتلاف الحاكم ما أجبر غوني على الاستقالة ومغادرة البلاد في 18 أكتوبر عام 2003. وخلفه نائب الرئيس، كارلوس ميسا، الذي طرح قضية الغاز للاستفتاء في 18 يوليو عام 2004. ثم سن الكونغرس البوليفي قانونًا جديدًا للهيدروكربونات في مايو عام 2005، تحت ضغط المتظاهرين، ما زاد من عائدات الدولة من استثمار الغاز الطبيعي. ومع ذلك، طالب المتظاهرون، بمن فيهم إيفو مورالس وفيليبي كيسبي، بالتأميم الكامل للموارد الهيدروكربونية، وزيادة مشاركة الأغلبية من السكان الأصليين في بوليفيا، المكونة أساسًا من شعبي الأيمار والكيتشوا، في الحياة السياسية للبلاد. وفي 6 يونيو عام 2005، أُجبر ميسا على الاستقالة، إذ حاصر عشرات الآلاف من المتظاهرين لاباز وعزلوها عن بقية أنحاء البلاد. قوبل انتخاب مورالس في نهاية عام 2005 بحماسة من قبل الحركات الاجتماعية، لأنه كان، بصفته زعيم حزب الحركة نحو الاشتراكية اليساري (إم إيه إس)، أحد أشد المعارضين لتصدير الغاز دون تصنيع مماثل في بوليفيا. وقد وقع الرئيس مورالس مرسومًا ينص على تأميم جميع احتياطيات الغاز في 1 مايو عام 2006: «تستعيد الدولة ملكيتها وحيازتها وسيطرتها الكاملة والمطلقة» على الهيدروكربونات. احتفى الناس بإعلان عام 2006 في الساحة الرئيسية في لاباز، حيث أخبر نائب الرئيس ألفارو غارسيا الحشد أن إيرادات الحكومة المتعلقة بالطاقة ستقفز من 320 مليون دولار أمريكي حتى 780 مليون دولار أمريكي في عام 2007، وقد تضاعفت الإيرادات ما يقرب من ستة أضعاف بين عامي 2002 و2006.

## خلفية

### احتياطيات الغاز البوليفي
كانت القضية المركزية هي احتياطيات بوليفيا الكبيرة من الغاز الطبيعي واحتمال بيعها واستخدامها في المستقبل. فاحتياطيات الغاز البوليفي هي ثاني أكبر احتياطيات في أمريكا الجنوبية بعد فنزويلا، وأظهر التنقيب بعد خصخصة شركة حقول النفط الوطنية (واي بّي إف بي) أن احتياطيات الغاز الطبيعي المؤكدة كانت أعلى بنسبة 600٪ مما كان معروفًا سابقًا. ولا تستطيع الشركة المملوكة للدولة التي تفتقر إلى السيولة تحمل تكاليف الاستكشاف. وتقع هذه الاحتياطيات بشكل رئيسي في إدارة تاريا الجنوبية الشرقية، والتي تحتوي على 85٪ من احتياطيات الغاز والنفط. وفقًا لوزارة الطاقة الأمريكية، يوجد 10.6٪ من الاحتياطي داخل مقاطعة سانتا كروز و2.5٪ في إدارة كوتشابامبا. وبعد مزيد من الاستكشاف من عام 1996 حتى عام 2002، جرى حساب الحجم المقدر لاحتياطيات الغاز المحتملة ليكون أكبر بمقدار 12.5 مرة، لينتقل من 4.24 × 1012 قدم مكعب (120 كم 3) إلى 52.3 × 1012 قدم مكعب (1480 كم 3). انخفض هذا الرقم إلى حد ما ليصل إلى 48 × 1012 قدم مكعب (1400 كيلومتر 3) من الاحتياطيات المحتملة. تبلغ الاحتياطيات المؤكدة 26.7 × 1012 قدم مكعب (760 كم 3). مع انخفاض أهمية مناجم القصدير، شكلت هذه الاحتياطيات غالبية الاستثمار الأجنبي في بوليفيا.
يبلغ السعر الذي تدفعه بوليفيا مقابل غازها الطبيعي نحو 3.25 دولارًا أمريكيًا لكل مليون وحدة حرارية بريطانية (11.1 دولارًا أمريكيًا / ميغاوات ساعة) للبرازيل و3.18 دولارًا أمريكيًا لكل مليون وحدة حرارية بريطانية للأرجنتين. تشير مصادر أخرى إلى أن البرازيل تدفع ما بين 3.15 دولار و3.60 دولار لكل مليون وحدة حرارية بريطانية، ولا تشمل 1.50 دولارًا لكل مليون وحدة حرارية بريطانية تكاليف الاستخراج والنقل لشركة بتروبراس. على سبيل المقارنة، تراوح سعر الغاز في الولايات المتحدة ككل في عام 2006 بين 5.85 دولارًا أمريكيًا حتى 7.90 دولارًا أمريكيًا لكل مليون وحدة حرارية بريطانية (20.0 دولارًا أمريكيًا إلى 27.0 دولارًا أمريكيًا / ميغاوات ساعة)، على الرغم من أن سعر الغاز الطبيعي قبل بضع سنوات ارتفع بمعدل 14 دولارًا لكل مليون وحدة حرارية بريطانية في كاليفورنيا، بسبب نقص سعة خطوط الأنابيب إلى كاليفورنيا وداخلها، وكذلك بسبب انقطاع التيار الكهربائي. ووفقًا للو موند تدفع البرازيل والأرجنتين 2 دولار أمريكي لكل ألف متر مكعب من الغاز، والتي تكلف من 12 دولارًا حتى 15 دولارًا في كاليفورنيا.
في عام 1994، جرى توقيع عقد مع البرازيل، قبل عامين من خصخصة شركة حقول النفط الوطنية (واي بّي إف بي) عام 1996، ويبلغ عمر الشركة 70 عامًا. كلف إنشاء خط أنابيب الغاز بوليفيا والبرازيل 2.2 مليار دولار أمريكي.
تأسس ائتلاف تجاري يسمى باسيفيك إل إن جي لاستغلال الاحتياطيات المكتشفة حديثًا. يتكون الائتلاف التجاري من الشركتين البريطانيتين مجموعة بي جي وشركة بي بّي، وربسول واي بّي إف الإسبانية. وتهيمن ربسول على قطاع الغاز في بوليفيا، إلى جانب شركتي بتروبراس وتوتال. ووضعت خطة تكلف 6 مليارات دولار لبناء خط أنابيب إلى ساحل المحيط الهادئ، حيث سيُعالج الغاز ويجري تسييله قبل شحنه إلى المكسيك والولايات المتحدة (باها كاليفورنيا وكاليفورنيا)، عبر ميناءٍ تشيلي، مثل ميناء إيكويكو. عارض المجتمع البوليفي صفقة لوزادا بشدة في عام 2003، ويرجع ذلك جزئيًا إلى القومية (شعرت بوليفيا بالاستياء بعد الخسائر الإقليمية في حرب المحيط الهادئ في أواخر القرن التاسع عشر، والتي حرمتها من مقاطعة ليتورال وبالتالي من الوصول إلى البحر).
كان وزراء الحكومة يأملون باستخدام أرباح الغاز لدعم الاقتصاد البوليفي المتدهور، وادعوا أن الأموال ستُستثمر حصريًا في الصحة والتعليم. جادل المعارضون بأنه بموجب القانون الحالي، فإن تصدير الغاز كمادة خام سيمنح بوليفيا 18٪ فقط من الأرباح المستقبلية، أو 40 مليون دولار أمريكي حتى 70 مليون دولار أمريكي سنويًا. وجادلوا كذلك بأن تصدير الغاز بسعر رخيص سيكون نوعًا من الاستغلال الأجنبي الحديث للموارد الطبيعية في بوليفيا، بدءًا من الفضة والذهب من القرن السابع عشر. وطالبوا ببناء مصنع في بوليفيا لمعالجة الغاز وتلبية الاستهلاك المحلي قبل التصدير. على حد تعبير لو موند، «هناك سببان يدعوان إلى الاستغلال الصناعي للغاز، والذي تمتلك الشركات متعددة الجنسيات الآن القدرة على القيام به. الأول يتعلق بضرورة تلبية احتياجات الطاقة البوليفية. والثاني يوضح اهتمام الشركات المتعددة الجنسيات بضرورة تلبية احتياجات الطاقة البوليفية. وتصدير منتج أكثر ربحية بدلاً من بيع المواد الخام». وبحسب الصحيفة الفرنسية، فإن شبكة الغاز تتضمن لاباز وإل ألتو وسوكري وبوتوسي وكاميري وسانتا كروز فقط؛ وسيكلف إنشاء شبكة داخلية تصل إلى جميع البوليفيين 1.5 مليار دولار، على الرغم من وجود خط أنابيب غاز مركزي لربط المناطق المختلفة معًا. ووفقًا لكارلوس ميراندا، الخبير المستقل الذي نقلت كلامه صحيفة لو موند، فإن أفضل مشروع تصنيع هو مجمع البتروكيماويات الذي اقترحته شركة براسكيم البرازيلية، والذي سيخلق 40000 وظيفة مباشرة أو غير مباشرة ويكلف 1.4 مليار دولار. هذا الرقم يعادل المبلغ الذي استثمرته حتى الآن «ريبسول» و«توتال» و«بتروبراس».